# Телли, Андре Леон
Андре Леон Телли (англ. André Leon Talley; 16 октября 1948, Вашингтон — 18 января 2022, Уайт-Плейнс, Нью-Йорк) — американский журналист в области моды.

## Биография
Телли родился 16 октября 1949 года в Вашингтоне, округ Колумбия, в семье Альмы Рут Дэвис и Уильяма С. Телли, таксиста. Вскоре родители оставили его на попечение бабушки, Бинни Фрэнсис Дэвис, которая работала уборщицей в Университете Дьюка, в Дареме, Северная Каролина, его дед занимался сельским хозяйством. Несмотря на это, по признанию Телли, бабушка привила ему понимание прекрасного.
Телли рос на юге в эпоху законов Джима Кроу и испытал все тягости сегрегации. Он вспоминает: «Долгое время моя бабушка не позволяла белым людям входить в наш дом. Таково было её правило. Единственный белый человек, который когда-либо входил в дом, был коронер». Его любовь к моде была развита в раннем возрасте его бабушкой, Бинни, также он впервые познакомился с журналом Vogue в местной библиотеке в возрасте десяти лет.
Телли получил начальное образование в средней школе Хиллсайд, окончив её в 1966 году. Затем учился в Центральном университете Северной Каролины, где он получил степень бакалавра искусств по Французской литературе в 1970 году. Также он отучился в Университете Брауна, где в 1972 году получил степень магистра искусств по Французской литературе. В Университете Брауна он писал диссертацию по Шарлю Бодлеру и планировал преподавать французский язык .

## Карьера
Начиная с 1974 года, он работал в Нью-Йорке, в журнале Уорхола за 50 долларов в неделю. В том же году Телли работал с Дианой Вриланд в Метрополитен-музее. С 1975 по 1980 год он работал в таких журналах как Women’s Wear Daily и W. Он также работал в The New York Times и других изданиях, прежде чем окончательно осел в Vogue, где он работал в качестве редактора раздела новостей моды с 1983 по 1987 год, а затем в качестве креативного директора с 1988 по 1995 год. С его подачи многие дизайнеры стали использовать чернокожих моделей на своих показах. Телли переехал в Париж в 1995 году, чтобы работать на W, но также продолжал оставаться консультантом в Vogue. С 1995 года он являлся членом совета попечителей колледжа искусств и дизайна Саванны. В 1998 году он вернулся в родной журнал в качестве главного редактора и оставался на посту вплоть до своего ухода в 2013 году.
В 2008 году Телли консультировал будущую первую леди Америки по вопросам моды, он же познакомил Мишель Обаму с дизайнером Джейсоном Ву, у которого она стала приобретать свои наряды, в том числе и своё инаугурационное платье.
С марта 2010 по декабрь 2011 года Телли был судьёй в шоу «Топ-модель по-американски» (14 — 17 сезоны).
С 2013 по 2014 год он занимал должность главного редактора журнала Numéro Russia, присоединившись к команде вскоре после запуска журнала в марте 2013 года, но ушёл в отставку после 12 выпусков.
В апреле 2017 года Телли начал вести своё собственное радио-шоу, посвящённое моде и поп-культуре на спутниковой станции Radio Andy.
Андре Леон Телли скончался 18 января 2022 года на 74-м году жизни в больнице города Уайт-Плейнс вследствие инфаркта миокарда.